# Marilyn Whirlwind
Marilyn Whirlwind je fikcionalni lik iz televizijske serije Život na sjeveru. Glumila ju je Elaine Miles. 

## Fikcionalna biografija
Marilyn je krupna pripadnica plemena Tlingita koja radi kao recepcionarka dr. Joela Fleischmana. Poznata je po svojem šutljivom, enigmatičnom ponašanju, ciničnoj mudrosti i konstantnom mirnom držanju.
Marilyn je kratko bila u vezi s Letećim Čovjekom, cirkuskim akrobatom, no pri kraju serije započinje vezu s aljaskim Indijancem.
Neko je vrijeme uzgajala afričke nojeve. Međutim, nojevi nisu nesli dovoljno jaja koje je Maurice Minnifield prodavao na tržištu. Marilyn je to objasnila rečenicom "Činiš ih nervoznim."
Marilyn je usto i vješta u detektivskom poslu, ali ga izbjegava jer "ne želi suditi ljudima."
U četvrtoj se sezoni otkriva kako je vješta pijanistica.

## Vanjske poveznice
- Marilyn Whirlwind u internetskoj bazi filmova IMDb-u